# Доњи град (Загреб)
Доњи град је традиционални део града и градска четврт у управном уређењу града Загреба.
Назив је супротност Горњем граду.
Градска четврт је основана Статутом Града Загреба 14. децембра 1999. године, а у претходном управном уређењу постојала је и општина истог имена, а дуго је Доњи град био подељен између општина Центар и Медвешчак.
По подацима из 2001. године површина четврти је 3,02 km², а број становника 45.108.
Четврт обухвата сам центар Загреба, јужно од Горњег града до железничке пруге, на запад до Улице Републике Аустрије, а на исток до Хеинзелове. Традиционално средиште је Трг бана Јелачића, уз осу према железничкој станици са парковима.
Углавном је изграђен у 19. веку, а део источно од Драшковићеве улице у првој половини 20. века. Западни део је пуно урбанији и изграђенији од источног. На крајевима четврти постоје остаци индустрије који полако нестају. У четврти се налази већина важних места окупљања, продавница, већина институција и музеја у Загребу.
- Цвјетни трг, службено Трг Петра Прерадовића
- Дом ликовних умјетности Ивана Мештровића, познат као Џамија
- Трг бана Јелачића